# Serruria elongata
Serruria elongata är en tvåhjärtbladig växtart som först beskrevs av Berg., och fick sitt nu gällande namn av Robert Brown. Serruria elongata ingår i släktet Serruria och familjen Proteaceae. Inga underarter finns listade i Catalogue of Life.